# Let Me Be the One
Pour l’article homonyme, voir Let Me Be the One (chanson des Shadows).
Albums de Angela Bofill
Teaser
(1983) Tell Me Tomorrow
(1985)
Singles
Let Me Be the One / Love Me For Today (8 février 1985)
Let Me Be The One est le sixième album de la chanteuse Angela Bofill, sorti en 1984 sur le label Arista Records.
L’album fut produit par David Frank et Mic Murphy qui, à ce moment-là, collaborait au sein du groupe The System. Let Me Be The One est plus un album empreint de synthétiseurs et de Rhythm and Blues qu’un travail orienté vers le jazz comme ces premiers albums.
Le single Let Me Be the One atteindra la 84e place du classement Billboard R&B Singles.

## Liste des titres

### Face A
| No | Titre                | Auteur                                    | Durée |
| -- | -------------------- | ----------------------------------------- | ----- |
| 1. | Can't Slow Down      | David Frank, Mic Murphy                   | 4:29  |
| 2. | Let Me Be the One    | Angela Bofill, Rick Suchow, Alan Palanker | 3:28  |
| 3. | Who Knows You Better | Stephen Geyer, Gary Stockdale             | 3:31  |
| 4. | You're Always There  | Angela Bofill, David Frank / Mic Murphy   | 5:19  |

### Face B
| No | Titre             | Auteur                                            | Durée |
| -- | ----------------- | ------------------------------------------------- | ----- |
| 1. | Getting Into Love | David Frank, Mic Murphy                           | 4:41  |
| 2. | No Love in Sight  | Angela Bofill, Loree Gold                         | 3:24  |
| 3. | Love Me for Today | Angela Bofill, Alan Palanker, Derrik Hoitsma      | 4:23  |
| 4. | This is the Start | David Frank, Mic Murphy, Paul Pesco, Ian McDonald | 4:38  |

## Participants
- Angela Bofill - Chants
- Alan Palanker - Claviers
- Mario Salvati - Ingénieur
- Rick Sanchez - Ingénieur
- Alex Haas - Ingénieur Assistant
- Michael Brauer - Ingénieur, Mixage
- Carl Beatty - Mixage
- Mickey Leonard - Guitare
- Paul Pesco - Guitare, Batterie
- David Frank - Claviers, Producteur, Batterie
- Cindy Mizelle - Chœurs
- Lisa Fischer - Chœurs
- Michelle Cobbs - Chœurs
- Mic Murphy - Chœurs, Producteur
- Marc Russo - Saxophone
- Eluriel Tinker Barf - Guitare basse
- Yogi Horton - Batterie

## Historique des classements
| Nom               | Classements Billboard(1984) | Meilleure position |
| ----------------- | --------------------------- | ------------------ |
| Let Me Be The One | Billboard R&B Albums        | 52                 |
| Let Me Be The One | Billboard Hip Hop Albums    | 39                 |